# Czarach (rejon gunibski)
Czarach (ros. Чарах) – wieś w Rosji, w Dagestanie, w rejonie gunibskim. W 2010 liczyła 2 mieszkańców, głównie Awarów.